# Caroline Ruhnau
Caroline Ruhnau (Münster, 16 oktober 1984) is een Duitse zwemster. Ze vertegenwoordigde haar vaderland op de Olympische Zomerspelen 2012 in Londen.

## Carrière
Bij haar internationale debuut, op de Europese kampioenschappen kortebaanzwemmen 2008 in Rijeka, strandde Ruhnau in de series van de 100 en de 200 meter schoolslag. 
Tijdens de wereldkampioenschappen zwemmen 2009 in de Italiaanse hoofdstad Rome werd de Duitse uitgeschakeld in de halve finales van de 100 en de 200 meter schoolslag en in de series van de 50 meter schoolslag. Op de Europese kampioenschappen kortebaanzwemmen 2009 in Istanboel veroverde Ruhnau de Europese titel op de 100 meter schoolslag, daarnaast eindigde ze als vijfde op de 200 meter schoolslag en strandde ze in de series van de 50 meter schoolslag.
In Boedapest nam de Duitse deel aan de Europese kampioenschappen zwemmen 2010, op dit toernooi eindigde ze als zesde op zowel de 50 als de 100 meter schoolslag. Samen met Jenny Mensing, Daniela Samulski en Silke Lippok sleepte ze de bronzen medaille in de wacht op de 4x100 meter wisselslag. Tijdens de Europese kampioenschappen kortebaanzwemmen 2010 in Eindhoven eindigde Ruhnau als vierde op de 100 meter schoolslag en als vijfde op de 50 meter schoolslag. Op de 4x50 meter wisselslag zwom ze samen met Jenny Mensing, Lisa Vitting en Britta Steffen in de series, in de finale legden Mensing, Vitting en Steffen samen met Dorothea Brandt beslag op de zilveren medaille. Voor haar aandeel in de series ontving Ruhnau eveneens de zilveren medaille.
Op de Europese kampioenschappen zwemmen 2012 in Debrecen veroverde de Duitse de bronzen medaille op de 50 meter schoolslag, daarnaast eindigde ze als vierde op de 100 meter schoolslag en strandde ze in de halve finales van de 200 meter schoolslag. Samen met Lisa Graf, Sina Sutter en Daniela Schreiber zwom ze in de series van de 4x100 meter wisselslag, in de finale sleepten Jenny Mensing, Sarah Poewe, Alexandra Wenk en Britta Steffen de Europese titel in de wacht. Voor haar inspanningen in de series ontving ze eveneens de gouden medaille. In Londen nam Ruhnau deel aan de Olympische Zomerspelen van 2012, op dit toernooi werd ze uitgeschakeld in de series van de 100 meter schoolslag. Tijdens de wereldkampioenschappen kortebaanzwemmen 2012 in Istanboel strandde de Duitse in de series van de 200 meter schoolslag, op de 4x100 meter wisselslag eindigde ze samen met Jenny Mensing, Paulina Schmiedel en Britta Steffen op de achtste plaats. 

## Internationale toernooien
| Jaar | Olympische Spelen   | WK langebaan                                               | WK kortebaan                             | EK langebaan                                                                                                | EK kortebaan                                                                            |
| ---- | ------------------- | ---------------------------------------------------------- | ---------------------------------------- | --- | --------------------------------------------------------------------------------------- |
| 2008 | geen deelname       |                                                            | geen deelname                            | geen deelname                                                                                               | 33e 100m schoolslag 25e 200m schoolslag                                                 |
| 2009 |                     | 21e 50m schoolslag 14e 100m schoolslag 13e 200m schoolslag |                                          | | 22e 50m schoolslag · 100m schoolslag · 5e 200m schoolslag                               |
| 2010 |                     |                                                            | geen deelname                            | 6e 50m schoolslag · 6e 100m schoolslag · 4x100m wisselslag                                                  | 5e 50m schoolslag · 4e 100m schoolslag · 4x50m wisselslag · Ruhnau zwom enkel de series |
| 2011 |                     | geen deelname                                              |                                          | | geen deelname                                                                           |
| 2012 | 22e 100m schoolslag |                                                            | 19e 200m schoolslag 8e 4x100m wisselslag | 50m schoolslag · 4e 100m schoolslag · 10e 200m schoolslag · 4x100m wisselslag · Ruhnau zwom enkel de series | geen deelname                                                                           |

## Persoonlijke records
Bijgewerkt tot en met 25 juni 2011
Kortebaan
| Afstand         | Tijd    | Datum            | Plaats    |
| --------------- | ------- | ---------------- | --------- |
| 50m schoolslag  | 30,33   | 28 november 2009 | Essen     |
| 100m schoolslag | 1.04,78 | 27 november 2009 | Essen     |
| 200m schoolslag | 2.20,41 | 11 december 2009 | Istanboel |

Langebaan
| Afstand         | Tijd    | Datum        | Plaats |
| --------------- | ------- | ------------ | ------ |
| 50m schoolslag  | 31,01   | 25 juni 2011 | Parijs |
| 100m schoolslag | 1.07,25 | 27 juli 2009 | Rome   |
| 200m schoolslag | 2.25,36 | 30 juli 2009 | Rome   |